# واهاگن موسیسیان
واهاگن ولادیمیری موسیسیان (Վահագն Վլադիմիրի Մովսիսյան؛ زادهٔ ۱۵ سپتامبر ۱۹۶۱ - درگذشته ۱۰ ژوئن ۲۰۰۸) یک دیپلمات اهل ارمنستان بود وی بین سال‌های ۲۰۰۷ تا ۲۰۰۸ سفیر جمهوری ارمنستان در کشور چین بود.
موسیسیان در سال ۱۹۸۳ از دانشگاه ملی علوم کشاورزی ارمنستان فارغ‌التحصیل شد.
وی در روز سه شنبه ۱۰ ژوئن ۲۰۰۸ در سن ۴۷ سالگی در شهر پکن درگذشت.